# Goniothalamus lancifolius
Goniothalamus lancifolius este o specie de plante din genul Goniothalamus, familia Annonaceae, descrisă de Elmer Drew Merrill. Conform Catalogue of Life specia Goniothalamus lancifolius nu are subspecii cunoscute.